# Robert III de la Marck
Robert III de la Marck, duque de Bouillon, señor de Sedan y de Florange, conocido por este último título, (1491 - Longjumeau, 21 de diciembre de 1536) fue un militar al servicio de la Corona francesa durante los reinados de Luis XII y de Francisco I obteniendo la dignidad de mariscal de Francia. 
Fue hijo de Robert II de la Marck (1487-1536) fallecido a finales del mes de noviembre, solo unos días antes que su hijo.

## Biografía
Con diez años es enviado a la corte de Luis XII, donde se hará amigo del futuro rey Francisco. Bajo el reinado de Luis XII participará en campañas en el Milanesado, en la batalla de Rávena, y en la batalla de Novara donde sufrirá numerosas heridas, de las que estará convaleciente un tiempo.
En 1515, vuelve a Italia bajo el mando de Francisco I en persona, y se distingue en la batalla de Marignano. En 1519 realiza una misión diplomática, siendo enviado a Alemania para pedir el voto de los electores para la candidatura de su rey como Emperador.
Elegido Carlos I de España, este arrebata a su padre la ciudad de Bouillon en 1521, que la entrega al Principado de Lieja y Florange, que anexiona a los Países Bajos de los Habsburgo.
En 1525 participa en la batalla de Pavía en la cual es hecho prisionero. Es enviado a Flandes por orden de Carlos V donde permanecerá encarcelado durante varios años, los cuales aprovechará para escribir sus memorias. Durante este periodo el rey de Francia le nombra mariscal, la más alta dignidad militar de la corona.    
Tras su liberación, se reintegra al servicio de su monarca, participando en la exitosa defensa de Péronne en 1536. Ese mismo año, falleció y fue enterrado en la iglesia de Saint-Laurent de Sedan.

## Matrimonio y descendencia
En 1510 contrae matrimonio con Guillemette de Sarrebruck, condesa de Braine, teniendo un solo hijo nacido en 1512, Robert IV de la Marck. El cual logró recuperar Bouillon en 1552 con ayuda francesa, pero fue apresado al año siguiente por las tropas de Carlos V en Hesdin, muriendo poco después de ser liberado tras el pago de rescate el 4 de noviembre de 1556. La villa de Bouillon sería de nuevo reintegrada en Lieja en 1559, mediante la Paz de Cateau-Cambrésis.